# Guichón

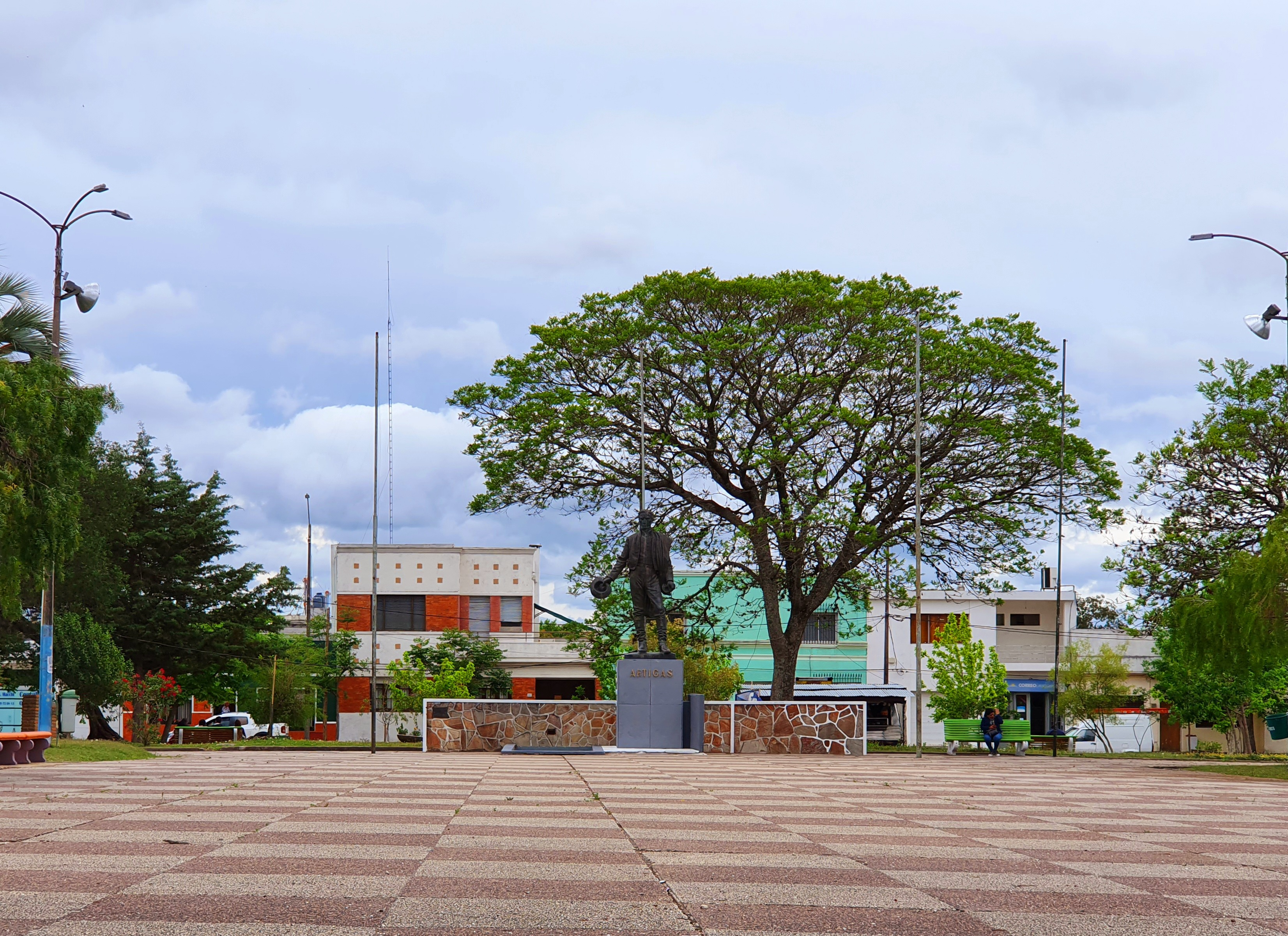
Plaza Williman, Guichón

Guichón ist eine Stadt in Uruguay.

## Geographie
Sie befindet sich auf dem Gebiet des Departamento Paysandú in dessen Sektor 5. Guichón liegt etwa 20 Kilometer westsüdwestlich von Piñera und Beisso an der Grenze zum Nachbardepartamento Río Negro.

## Geschichte
Am 17. November 1964 wurde Guichón der Status "Ciudad" durch das Gesetz Nr.13.299 zuerkannt.

## Infrastruktur
Guichón liegt an der Straße Ruta 4 und an der Bahnstrecke Chamberlain–Salto.

## Stadtverwaltung
Bürgermeisterin (Alcaldesa) von Guichón ist Lourdes Suárez.

## Einwohner
Für Guichón wurden bei der Volkszählung im Jahr 2004 5.025 Einwohner registriert.
| Jahr | Einwohner |
| ---- | --------- |
| 1963 | 3.661     |
| 1975 | 4.726     |
| 1985 | 4.284     |
| 1996 | 4.826     |
| 2004 | 5.025     |

Quelle: Instituto Nacional de Estadística de Uruguay

## Söhne und Töchter Guichóns
- Bertil Bentos (* 1942), Politiker